# Michael Frilund
Michael Frilund (født 11. august 1988) er en dansk squashspiller og fodboldspiller. For nuværende, 2009, spiller han for Københavns Squash Klub samt for Annisse IF.

## Karriere
Højdepunkter:
- 2005 Nummer fem ved Individuelt Europamesterskab for Juniorer
- 2006 Bronze ved de Danske mesterskaber for hold
- 2006 Individuelt Sølv ved de Danske mesterskaber
- 2006 Rangere nummer 1 i Danmark for Seniorer
- 2008 Vinder Skovbakken Challenger og gør dermed Comeback efter et halvt års karantæne
- 2011 Vinder Guld ved de Danske mesterskaber for Hold med Birkerød Squash Klub

Den 1. august 2006 flyttede Michael til Edinburgh, Skotland for at spille squash på fuld tid. 
Michael boede i Edinburgh, Skotland i et halvt år, inden han flyttede tilbage til Danmark.
I sin karriere har Michael hidtil repræsenteret det danske herrelandshold ved fem europamesterskaber. 

## Privat
Michael Frilund er født og opvokset i Helsinge, Danmark og spiller squash for Birkerød Squash Klub. 
Frilunds karriere startede i Helsinge Squash Klub, men i en alder af 16 flyttede han til Odense. Her repræsenterede han klubben Odense Squash & Motions Klub, og træningen i OSMK gjorde Michael til en af landest bedste juniorspillere. 